# Egoz
El Egoz (en hebreo: אגוז, literalmente: "nuez", originalmente: Piscis) fue un barco que se hundió en el mar Mediterráneo el 10 de enero de 1961.

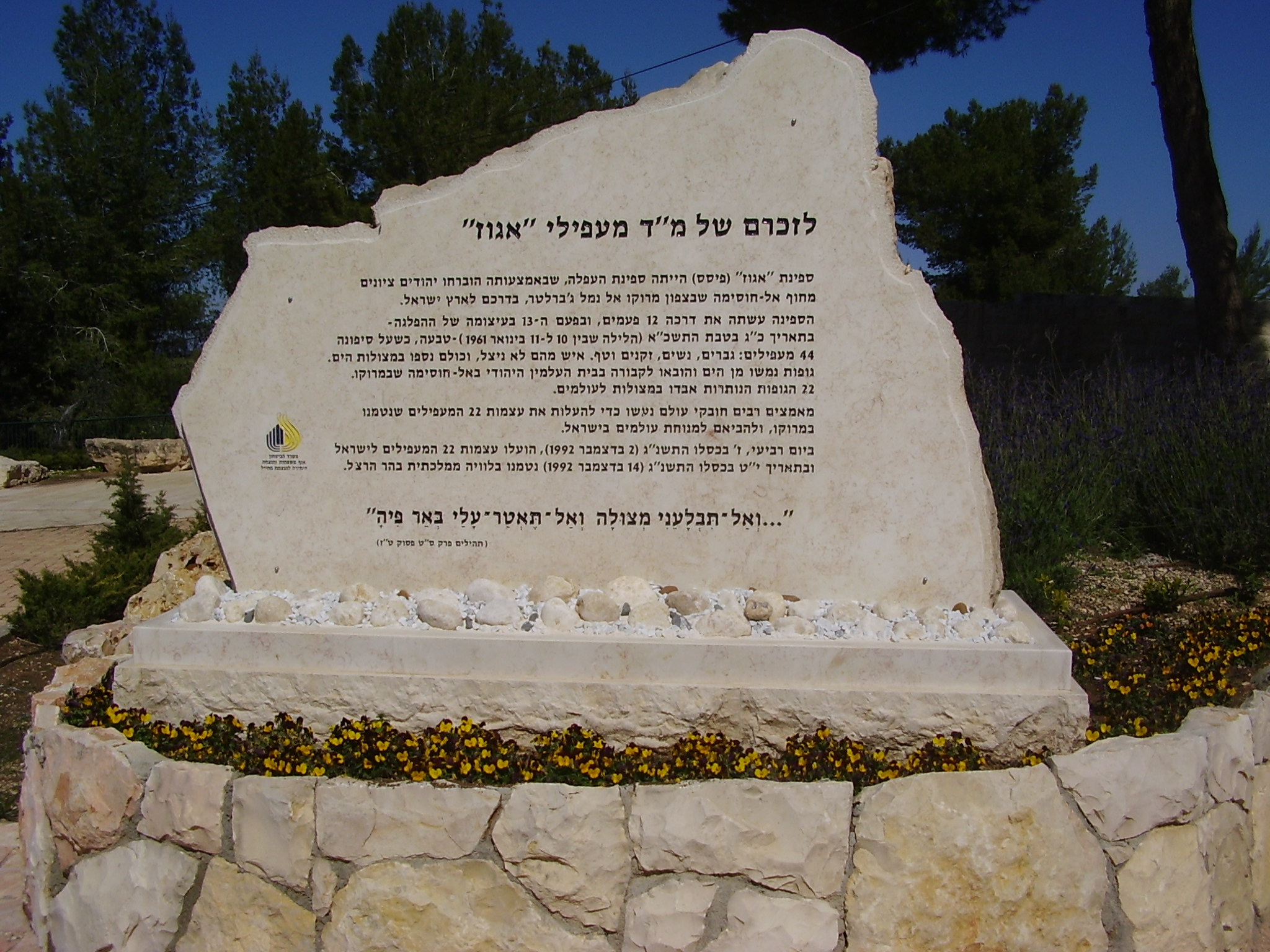
Monumento en el monte herzl, a las víctimas

Egoz que transportaba emigrantes judíos de Marruecos a Israel, en un momento en que la inmigración de judíos marroquíes a Israel era ilegal según la ley marroquí.

## Historia
La nave operaba encubierta, llevaba 44 emigrantes judíos que navegaban desde Marruecos. También llevaba un israelí que era diputado del gobierno israelí y dos tripulantes españoles. Solo se encontraron 22 cuerpos. Fueron enterrados en un cementerio judío en Marruecos.
En 1992, los 22 cuerpos fueron enterrados en el Cementerio Civil Nacional del Estado de Israel en el Monte Herzl en Jerusalén. Se construyó una tumba vacía para honrar a las personas que nunca fueron encontradas. Se construyó un monumento para todas las víctimas junto a las tumbas.

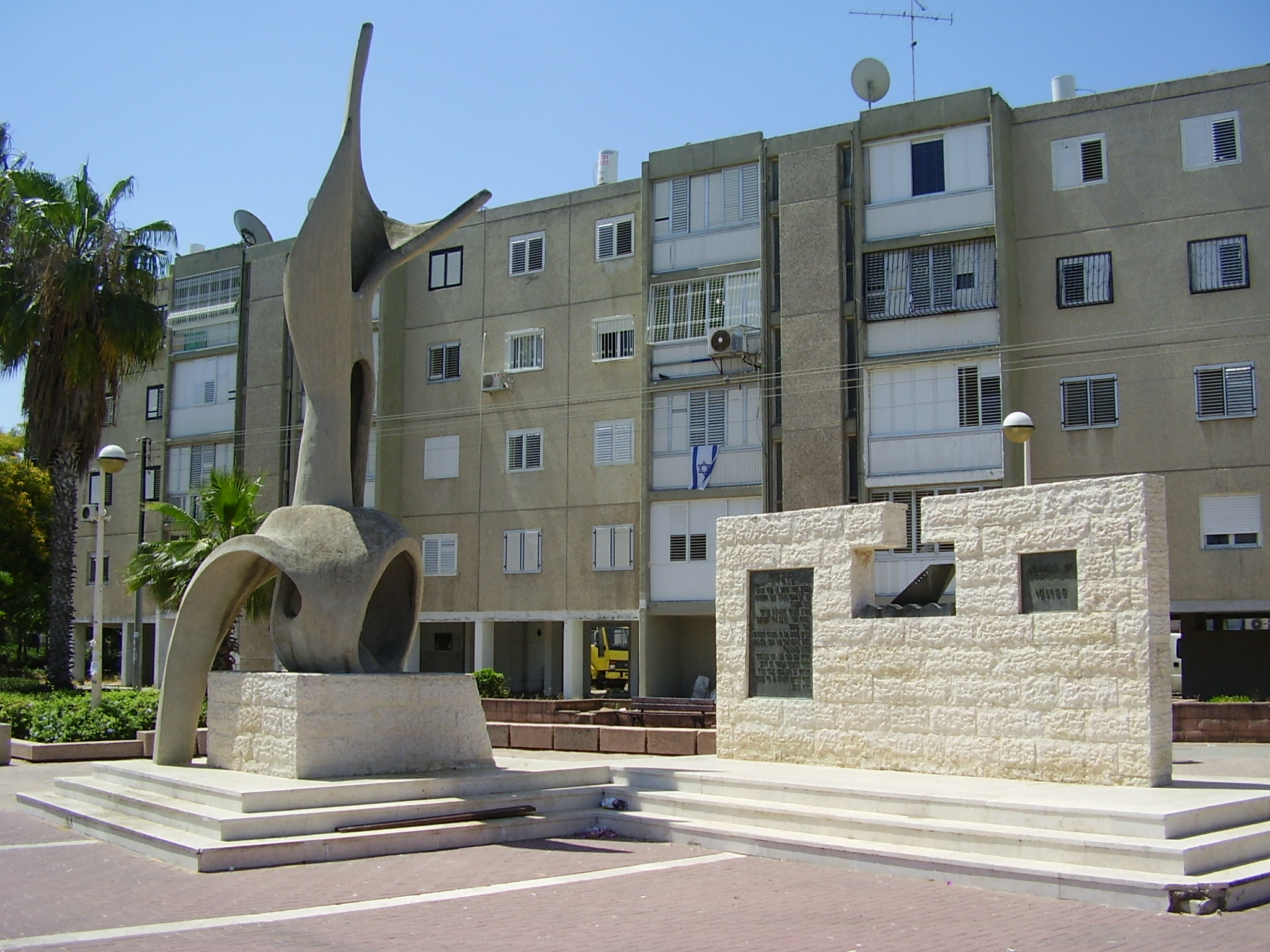
Monumento de los barco Egoz en Ashdod, Israel